# スペインの自治州旗一覧
スペインの自治州旗一覧(スペインのじちしゅうきいちらん)は、スペインの17自治州と2つの自治都市の旗の一覧である。

## 自治州

アンダルシア州の州旗
アラゴン州の州旗
アストゥリアス州の州旗
バレアレス諸島州の州旗
バスク州の州旗
カナリア諸島州の州旗
カンタブリア州の州旗
カスティーリャ＝ラ・マンチャ州の州旗
カスティーリャ・イ・レオン州の州旗
カタルーニャ州の州旗
エストレマドゥーラ州の州旗
ガリシア州の州旗
ラ・リオハ州の州旗
マドリード州の州旗
ムルシア州の州旗
ナバーラ州の州旗
バレンシア州の州旗

## 自治都市

セウタの旗
メリージャの旗